# Rykmentinpuisto
Le parc du régiment (finnois : Rykmentinpuisto) est un parc situé à Kouvola en Finlande.

## Description
Le parc Rykmentinpuisto fait partie de la zone des casernes en briques construites par les russes dans les années 1910 et c'est l'un des plus anciens parcs de Kouvola. 
Le parc est situé au centre de Kasarminmäki, près du centre de Kouvola.
De nouveaux arbres, groupes d'arbustes et vivaces ont été plantés dans le parc.
Devant le mur du club des officiers se trouve une zone de plantes vivaces et des bancs. 
Les pelouses du parc sont égayées par des plantations de fleurs.
Le parc a des allées dallées en pierre et les luminaires du parc ont été renouvelés pour correspondre à l'aspect historique du parc.